# Pseudolebinthus lunipterus
Pseudolebinthus lunipterus — вид прямокрилих комах родини цвіркунів (Gryllidae). Описаний у 2020 році.

## Поширення
Ендемік Малаві. Відомий лише у типовому місцезнаходженні — на схилах гори Узумара в окрузі Румфі на висоті 1941 м над рівнем моря.

## Спосіб життя
Трапляється у траві на узліссях або при дорозі. Активний вночі.